# 特林契拉 (科羅拉多州)
特林契拉（英語：Trinchera）是位於美國科羅拉多州拉斯阿尼馬斯縣的一個非建制地區。該地的面積和人口皆未知。

## 地理
特林契拉的座標為37°02′34″N 104°02′51″W / 37.04278°N 104.04750°W，而該地的平均海拔高度為1765米（即5791英尺）。